# 12674 Rybalka
12674 Rybalka eller 1980 RL2 är en asteroid i huvudbältet som upptäcktes den 7 september 1980 av den rysk-sovjetiske astronomen Nikolaj Tjernych vid Krims astrofysiska observatorium på Krim. Den har fått sitt namn efter Anatolij Nikolaevich Rybalka.
Asteroiden har en diameter på ungefär 3 kilometer och den tillhör asteroidgruppen Nysa.